# Нельканське сільське поселення
Нелька́нське сільське поселення (рос. Нельканское сельское поселение) — сільське поселення у складі Аяно-Майського району Хабаровського краю Росії.
Адміністративний центр та єдиний населений пункт — село Нелькан.

## Населення
Населення сільського поселення становить 700 осіб (2019; 843 у 2010, 1203 у 2002).

## Історія
Станом на 2002 рік існувала Нельканська сільська адміністрація (село Джигда, селища Аїмчан, Курун-Урях, Налбандя, Ціпанда), яка перетворена на сільське поселення 30 червня 2004 року, при цьому усі селища передані до складу міжселенної території.